# Mimosa sensitiva
Mimosa sensitiva är en ärtväxtart som beskrevs av Carl von Linné. Mimosa sensitiva ingår i släktet mimosor, och familjen ärtväxter.

## Underarter
Arten delas in i följande underarter:
- M. s. malitiosa
- M. s. sensitiva

## Bildgalleri

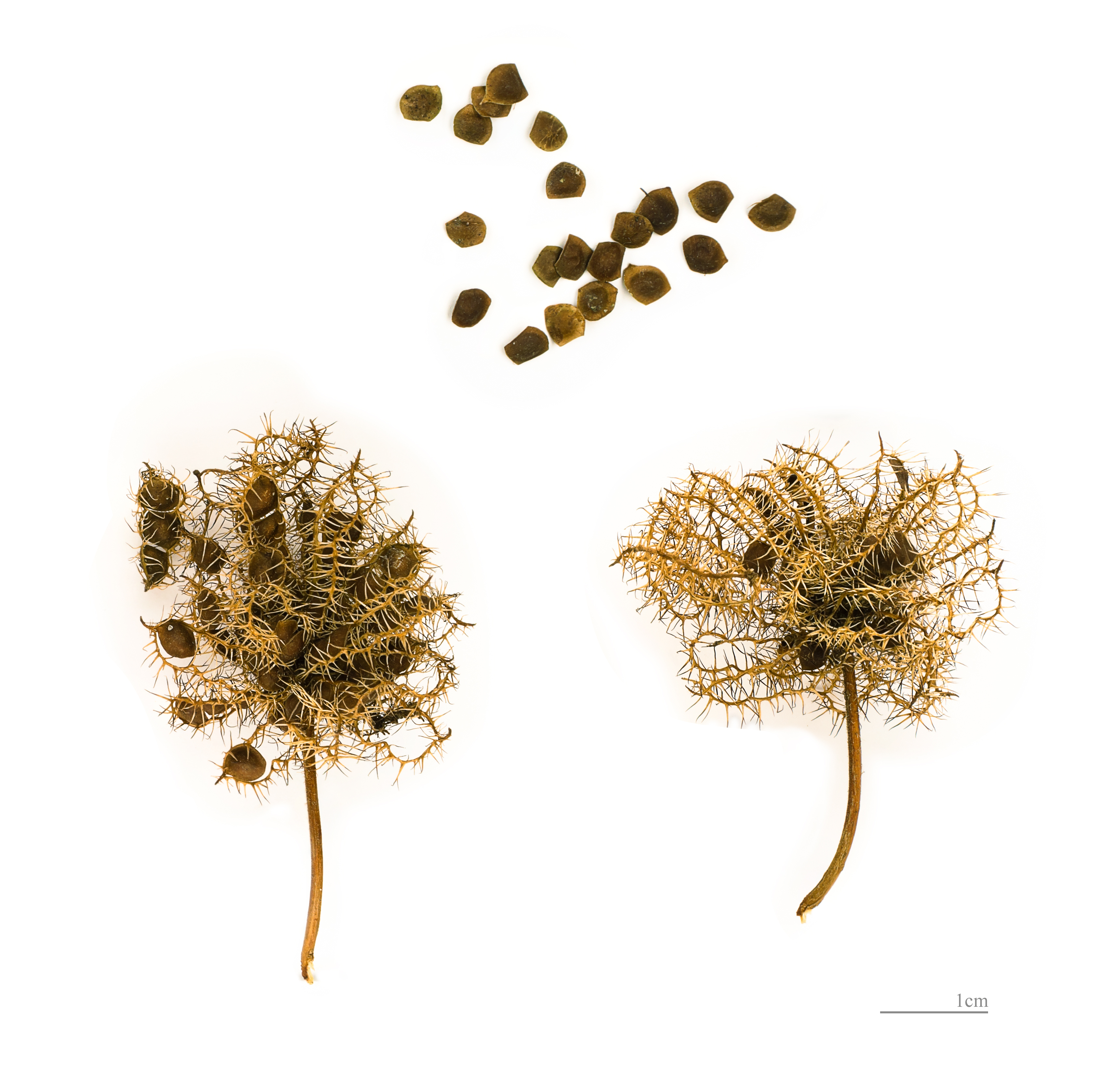
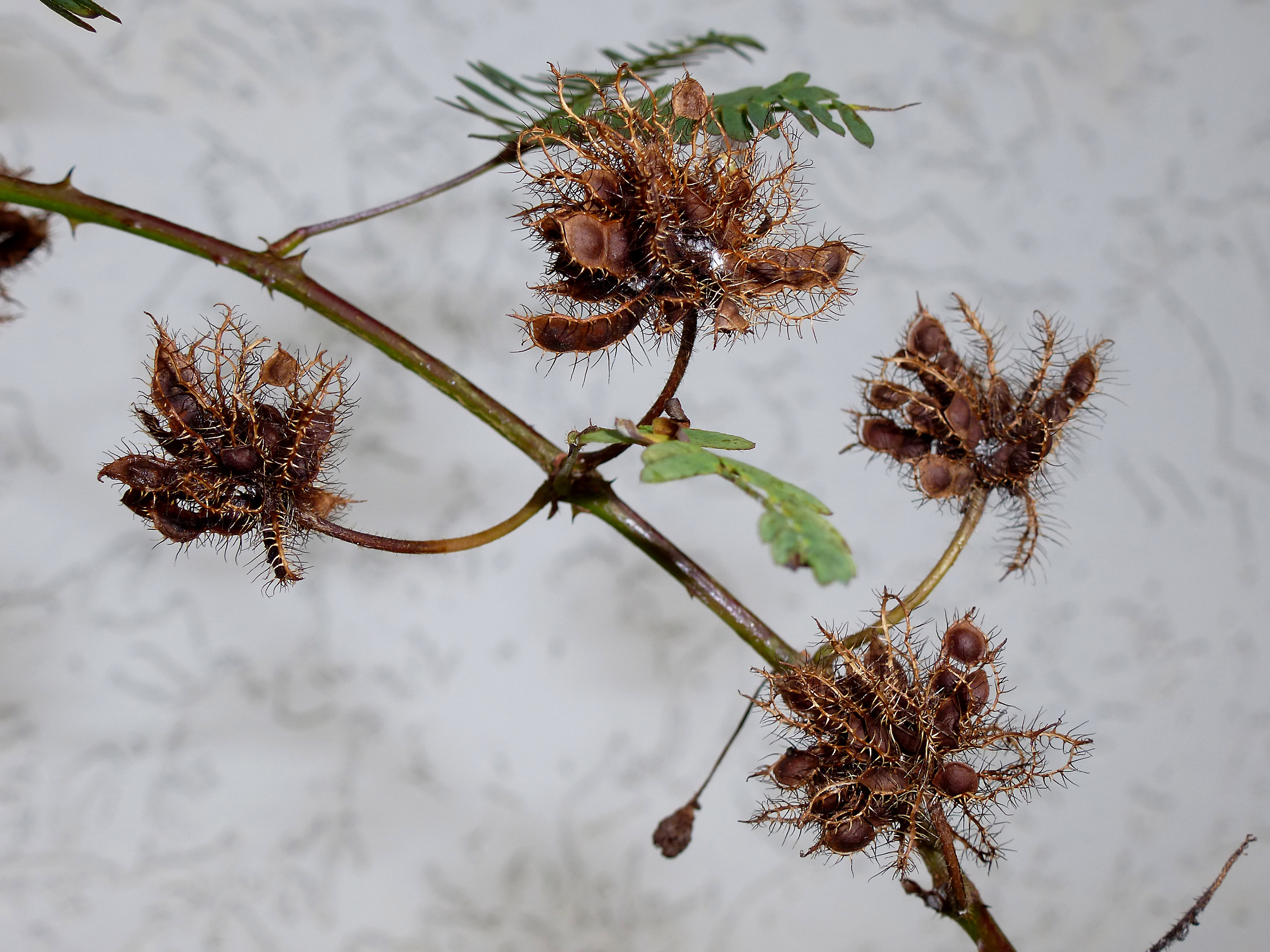